# 아르간나무
아르간나무(아르가니아, Argania)는 꽃이 피는 식물 나무로 아르간기름을 함유한 열매를 가진 견과류이다. 모로코 및 알제리 남서부 약 8,000 제곱킬로미터 지역에서만 발견되는 나무이다.
아르간나무는 8–10 미터 (26–33 ft) 높이로 자라고 수백년을 생존한다. 아르간나무는 모로코 서남부에 위치한 아르가느레 생물권보전지역(Arganeraie Biosphere Reserve)에서 자생하는 고유 수종이다. 서부 하이 아틀라스(Western High Atlas), 안티아틀라스(Anti-Atlas) 및 숫스 밸리(Souss Valley) 등을 포괄한다. 이 자생지역은 북쪽의 사피(Safi)와 남쪽의 겔밈(Guelmim) 사이, 서쪽의 대서양과 동쪽의 타로우단트(Taroudant) 사이에 위치한다. 아르간나무와 관련된 풍습 및 기술은 이 지역에서만 거의 배타적으로, 또한 집중적으로 행해지고 있다. 하지만 극소수의 아르간나무 일부가 라바트(Rabat)의 남동부, 모로코 북동부 끝에 있는 베르칸(Berkane) 지역에서 자생한다. 주요 지역인 모로코 남서부를 제외한다면, 라바트 지역의 벽지에서 유일하게 동일한 관습 및 기술을 적용하여 아르간기름을 생산하고 있는데 그렇게 많은 생산이 이뤄지고 있지는 않다.

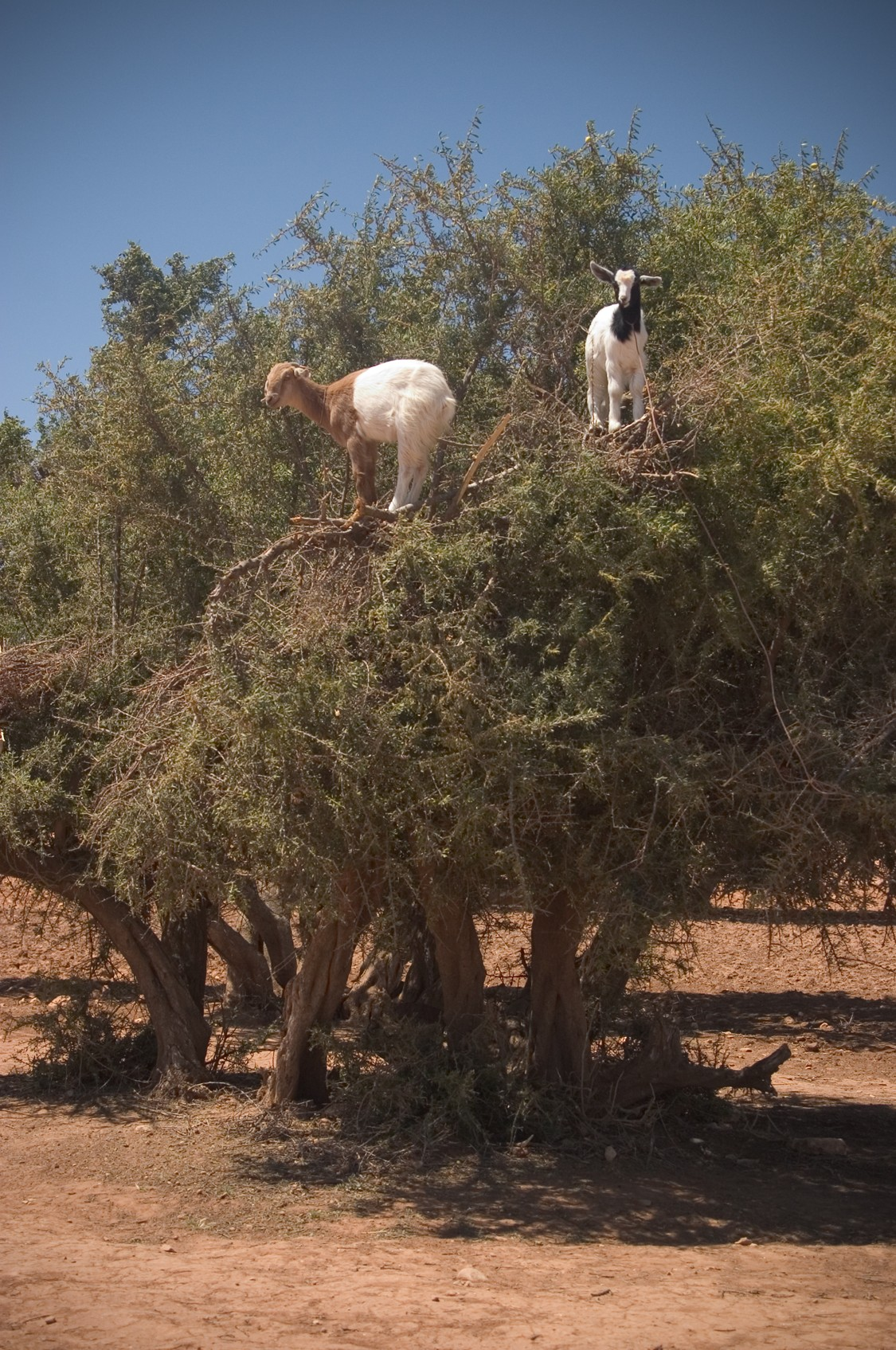
아르곤위에 올라간 염소

## 아르간기름
이 지역에서 사는 시골 아낙네들과 그리고 이 여성들보다는 수가 훨씬 작지만 몇몇 남성들은 이 나무의 열매로부터 전통적인 방법으로 아르간기름을 추출한다. 요리는 물론이고 약재료, 화장품 재료 등 다방면으로 사용되는 아르간기름을 얻기 위해서, 이 지역 사람들은 모방을 통해 오일을 만드는 방법을 보고 배우는 비공식적 훈련을 받아 여러 단계에 걸친 작업 방법을 전승받고 있다.
아르간기름을 만드는 과정에는 열매 수확, 건조, 겉껍질 까기, 빻기, 분류하기, 혼합하기 등의 과정이 있다. 이 지역의 장인들은 특별한 손절구를 제작하였으며, 혼합하기 과정에서는 일정량의 따뜻한 물을 차츰 조금씩 더해주어야 한다. 나무의 재배, 오일의 추출, 요리, 아르간과 관련된 파생 제품의 제조, 여러 단계의 작업을 도와줄 전통적인 도구의 제작 등 아르간나무와 관련된 모든 문화적인 측면은 사회적 결속, 개인과 개인 사이의 이해와 공동체 사이의 상호 존중에 기여한다. 결혼 선물로도 많이 사용되는 아르간기름은 여러 가지 잔치 음식을 요리하는 데 폭넓게 이용된다. 아르간기름의 추출하는 전통적인 지식과 오일의 여러 가지 사용법을 ‘아르간 여인들’은 딸들이 어릴 때부터 가르치고 실생활에서 적용하도록 하여 체계적으로 전수하고 있다.

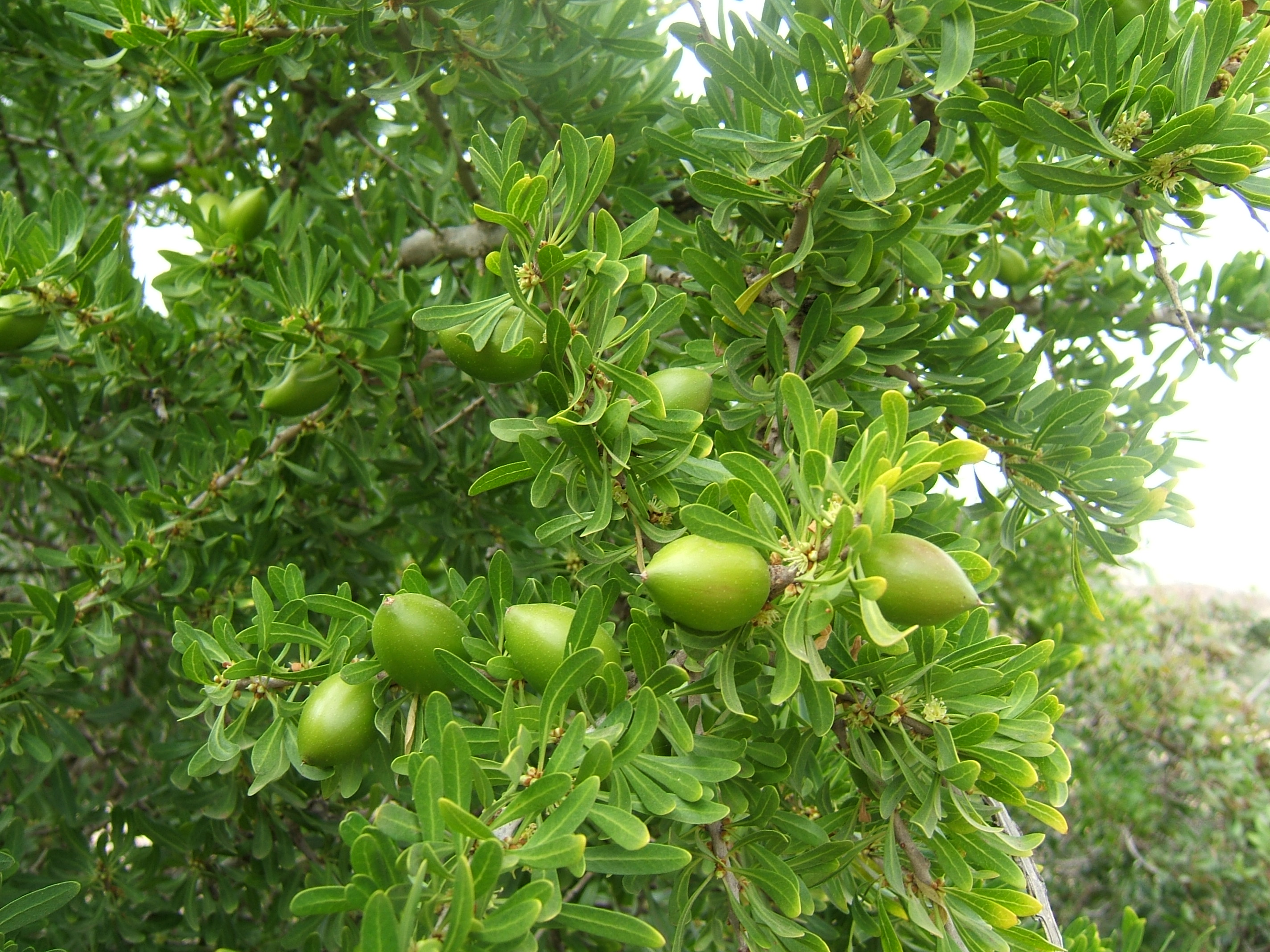
익어가는 과일

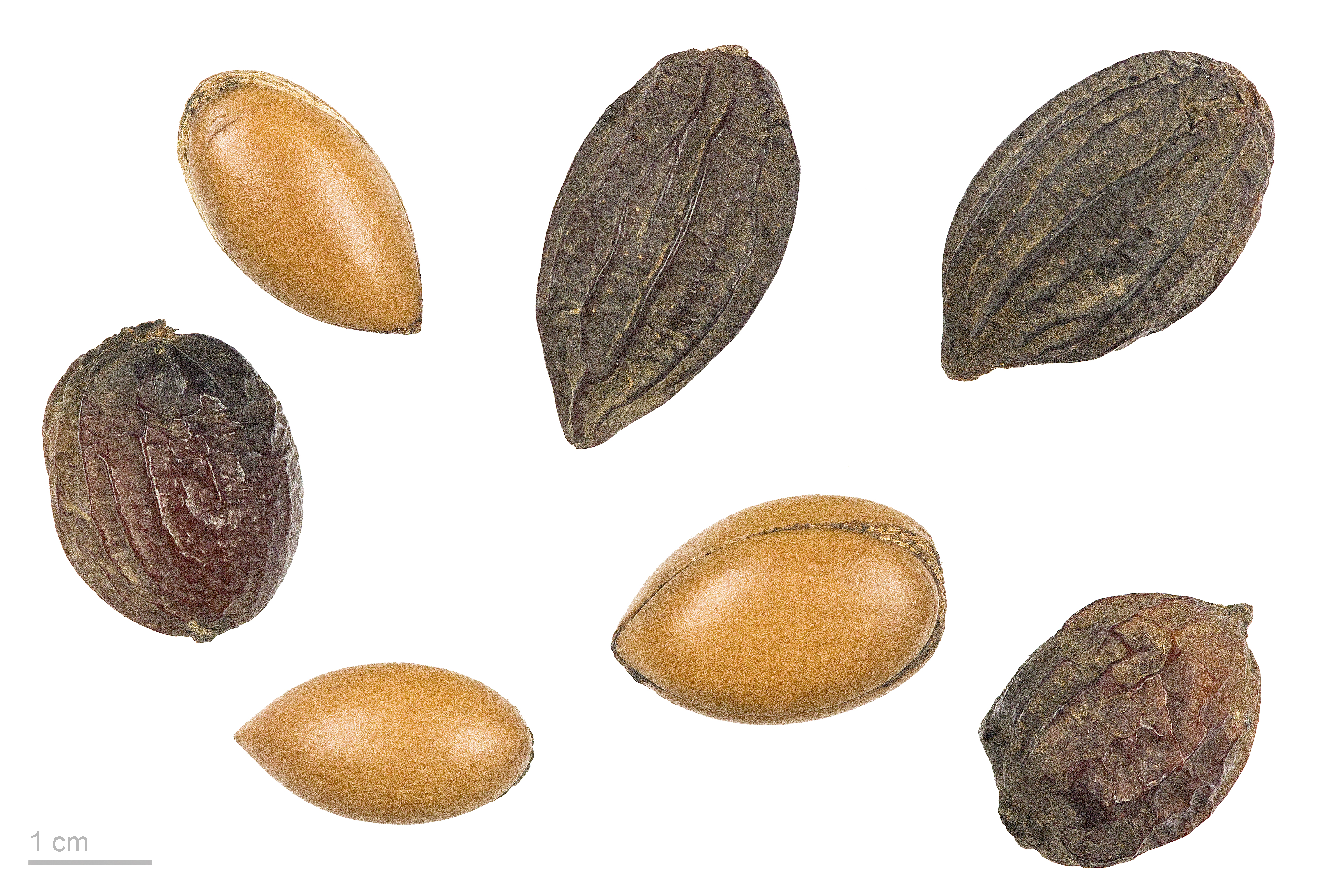
아르곤 열매